# Kedungwringin (Patikraja)
Kedungwringin is een bestuurslaag in het regentschap Banyumas van de provincie Midden-Java, Indonesië. Kedungwringin telt 6803 inwoners (volkstelling 2010).